# Уишоу, Бен
Бе́нджамин Джон Уи́шоу (англ. Benjamin John Whishaw; род. 14 октября 1980) — английский актёр театра, кино и телевидения. Лауреат двух премий BAFTA TV, двух премий «Эмми», премии «Золотой глобус» и награды Британского независимого кино. Номинант на премию Лоуренса Оливье в категории «Лучший актёр в пьесе» за главную роль в театральной постановке Тревора Нанна «Гамлет» в театре Олд Вик.

## Ранние годы и образование
Уишоу родился в деревне Клифтон, графство Бедфордшир, в семье косметолога Линды (урождённой Хоуп) и детского тренера Жозе Уишоу. Его мать — англичанка, а отец имеет французские, немецкие и русские корни. У него есть неидентичный брат-близнец, Джеймс. Его дед по отцовской линии, при рождении Жан Владимир Штельмахер, был британским шпионом в немецкой армии, и после эмиграции сменил имя на Джон Виктор Уишоу. Он учился в средней школе Henlow, а затем Samuel Whitbread Community College в Клифтоне, Бедфордшир.
Учился в Королевской академии драматического искусства и окончил её в 2003 году. Впервые приобрёл известность во время сотрудничества с театральной труппой Big Spirit.

## Актёрская карьера
Если до «Парфюмера» о Бене Уишоу в большом кино мало кто слышал, то звездой театра актёр стал уже в 23 года. Он играл в «Тёмных началах» в Королевском национальном театре, а также исполнил главную роль в «Гамлете» (2004) в лондонском театре «Олд-Вик», за что был номинирован на Премию Лоренса Оливье.
Роль в драме «Парфюмер» стала прорывом для Уишоу. Известно, что на неё также претендовали Леонардо Ди Каприо и Орландо Блум. Фильм является экранизацией одноимённого романа Патрика Зюскинда, а режиссёром картины стал Том Тыквер. Он ещё не раз пригласит Уишоу поработать вместе.
В 2007 году Бен сыграл в драме «Меня там нет» (одно из воплощений Боба Дилана). Его партнёрами по съёмочной площадке были Кейт Бланшетт, Хит Леджер и Кристиан Бейл. В 2008 году вышел фильм «Возвращение в Брайдсхед», где Уишоу исполнил роль Себастьяна Флайта. Его игра была отмечена положительными отзывами критиков.
В 2009 году Уишоу появился в постановке новой пьесы Майка Бартлетта в Royal Court Theatre, а также снялся в фильме «Яркая звезда» в роли поэта Джона Китса.
В 2012 году актёр снялся в новом фильме Тома Тыквера «Облачный атлас» в компании таких актёров, как Том Хэнкс, Хэлли Берри, Джим Бродбент, Джим Стерджесс и Хьюго Уивинг. Сыграл агента Кью в фильмах про Джеймса Бонда «007: Координаты „Скайфолл“» (2012), «007: Спектр» (2015) и «Не время умирать» (2021). Также в 2012 году снялся в сериале «Пустая корона» в роли Ричарда II.
Актёр периодически появляется в бродвейских постановках (дебют был в 2009 году) и на телевидении.
В 2014 году он снялся в клипе Years & Years — «Real», а также озвучил главного героя Медвежонка Паддингтона в комедийном фильме «Приключения Паддингтона». Три года спустя Уишоу вернётся к озвучанию знаменитого персонажа во время съёмок продолжения картины.
В 2015 году Бена Уишоу можно было увидеть в приключенческой драме «В сердце моря» Рона Ховарда наряду с такими актёрами, как Крис Хемсворт, Бенджамин Уокер, Киллиан Мерфи и Том Холланд, в романтической драме «Девушка из Дании» Тома Хупера с Эдди Редмэйном и Алисией Викандер в главных ролях, а также в антиутопии «Лобстер» Йоргоса Лантимоса. В 2016-м году Бен был вновь задействован в проекте Тома Тыквера, получившем название «Голограмма для короля». Главная роль в картине досталась Тому Хэнксу.
В 2018 году на телеканале BBC One состоялась премьера мини-сериала «Чрезвычайно английский скандал» с Хью Грантом и Беном Уишоу в главных ролях. Сериал основан на одноимённой книге Джона Престона. За свою игру Уишоу получил премии «Эмми», «Золотой глобус», «Выбор телевизионных критиков» и BAFTA. На сайте Rotten Tomatoes рейтинг одобрения шоу составляет 97 %. В конце того же года в мировой прокат вышел фильм «Мэри Поппинс возвращается». Помимо Уишоу, в картине снялись Эмили Блант, Джули Уолтерс, Эмили Мортимер, Колин Ферт и Мерил Стрип.
В 2020 году в широкий прокат вышли сразу две картины, созданные при участии Бена Уишоу: «История Дэвида Копперфилда» Армандо Ианнуччи и «Не время умирать» (новый фильм о Джеймсе Бонде). В первом, помимо Уишоу, сыграли Дев Патель, Питер Капальди, Хью Лори и Тильда Суинтон. Рейтинг комедии на сайте Rotten Tomatoes на сегодняшний день составляет 94 %.
В 2022 году сыграл главную роль в основанном на реальных событиях медицинском трагикомическом сериале «Будет больно», блестяще передав работу исполняющего обязанности заведующего отделением акушерства и гинекологии государственной больницы, курирующего работу врачей-стажёров. Консенсус кинокритиков об актёрской игре Уишоу гласит: «Самоотдача Бена Уишоу, играющего вымотанного доктора, значительно усиливает проект — умную драму, полную юмора и боли».
Актёр играл в четвёртом сезоне сериала «Фарго».
Последняя экранизация, в которой снимался актёр - «Чёрные голуби». По сюжету Хелен Уэбб работает в тайной организации, которая узнает секреты её мужа, однако новую опасность в сюжете добавляет появление нового мужчины в жизни героини. Дата выхода 5 декабря 2024 года.

## Личная жизнь
Уишоу — гей. На протяжении нескольких лет он отказывался отвечать на вопросы о личной жизни, говоря: 

«Для меня важно сохранять уровень анонимности. Будучи актёром, твоя работа заключается в том, чтобы убеждать людей, что ты являешься кем-то другим. Поэтому, если ты постоянно рассказываешь людям о себе, мне кажется, что таким образом ты вредишь самому себе». 

В 2011 году он сказал журналу «Out»: 

Будучи актёром, ты имеешь полное право на неприкосновенность частной жизни и таинственность, вне зависимости от того, какая у тебя ориентация, или чем ты занимаешься. Я не знаю, почему нужно рассказывать об этом открыто лишь из-за того, что ты занимаешься чем-то на глазах у публики. Я не понимаю, зачем мы превращаем актёров в знаменитостей».

В августе 2012 года Уишоу заключил гражданское партнёрство с австралийским композитором Марком Брэдшоу, с которым познакомился во время работы над фильмом «Яркая звезда» в 2008 году. В 2014 году он публично обсудил свой каминг-аут, сказав, что для него это было напряжённым событием, но «все, на удивление, были милы». Весной 2022 партнёры расстались.

## Фильмография
| Год       |     | Русское название                       | Оригинальное название                     | Роль                      |
| --------- | --- | -------------------------------------- | ----------------------------------------- | ------------------------- |
| 1999      | ф   | В июле 1916: Битва на Сомме            | The Trench                                | Джеймс Димис              |
| 1999      | ф   | Эскорт                                 | Mauvaise passe                            | Джей                      |
| 2000      | с   | —                                      | Black Cab                                 | Райан                     |
| 2000      | с   | Дети других людей                      | Other People’s Children                   | Салли                     |
| 2000      | кор | Дитя                                   | Baby                                      | маленький Джо             |
| 2001      | ф   | Мой брат Том                           | My Brother Tom                            | Том                       |
| 2003      | тф  | Спиртной круиз                         | The Booze Cruise                          | Дэниел                    |
| 2003      | кор | 77 кроватей                            | 77 Beds                                   | Измаил                    |
| 2003      | кор | —                                      | Spiritual Rampage                         | н/д                       |
| 2003      | тф  | Когда вы будете готовы, мистер Макгилл | Ready When You Are Mr. McGill             | Бруно                     |
| 2004      | ф   | Испытание любовью                      | Enduring Love                             | Спад                      |
| 2004      | ф   | Слоёный торт                           | Layer Cake                                | Сидни                     |
| 2005      | ф   | В дурмане                              | Stoned                                    | Кит Ричардс               |
| 2005      | с   | Натан Барли                            | Nathan Barley                             | Пингу                     |
| 2006      | ф   | Парфюмер: История одного убийцы        | Perfume: The Story of a Murderer          | Жан-Батист Гренуй         |
| 2007      | ф   | Меня там нет                           | I'm Not There                             | Артур                     |
| 2008      | с   | Уголовное правосудие                   | Criminal Justice                          | Бен Коултер               |
| 2008      | ф   | Возвращение в Брайдсхед                | Brideshead Revisited                      | Себастьян Флайт           |
| 2009      | ф   | Интернэшнл                             | The International                         | Рене Антолл               |
| 2009      | ф   | Яркая звезда                           | Bright Star                               | Джон Китс                 |
| 2009      | кор | Любовная ненависть                     | Love Hate                                 | Том                       |
| 2010      | ф   | Буря                                   | The Tempest                               | Ариэль                    |
| 2010      | тф  | Все признаки смерти                    | All Signs of Death                        | Уэб                       |
| 2011—2012 | с   | Час                                    | The Hour                                  | Фредерик «Фредди» Лайон   |
| 2012      | тф  | Ричард II                              | Richard II                                | Ричард II                 |
| 2012      | ф   | Облачный атлас                         | Cloud Atlas                               | разные персонажи          |
| 2012      | ф   | 007: Координаты «Скайфолл»             | Skyfall                                   | Q                         |
| 2013      | док | Тинейдж                                | Teenage                                   | британский парень         |
| 2013      | ф   | Теорема Зеро                           | The Zero Theorem                          | доктор                    |
| 2013      | кор | —                                      | Beat                                      | н/д                       |
| 2013      | ф   | Дни и ночи                             | Days and Nights                           | Эрик                      |
| 2014      | ф   | Ритмично напевая                       | Lilting                                   | Ричард                    |
| 2014      | с   | Плейхаус                               | Black Cab                                 | Эзра                      |
| 2014      | кор | —                                      | The Muse                                  | Эдвард                    |
| 2014      | ф   | Приключения Паддингтона                | Paddington                                | медвежонок Паддингтон     |
| 2015      | ф   | Лобстер                                | The Lobster                               | хромой мужчина            |
| 2015      | ф   | Суфражистка                            | Suffragette                               | Сонни Уоттс               |
| 2015      | ф   | Девушка из Дании                       | The Danish Girl                           | Хенрик                    |
| 2015      | ф   | 007: Спектр                            | Spectre                                   | Q                         |
| 2015      | ф   | В сердце моря                          | In the Heart of the Sea                   | Герман Мелвилл            |
| 2015      | с   | Лондонский шпион                       | London Spy                                | Дэнни                     |
| 2016      | ф   | Голограмма для короля                  | A Hologram for the King                   | Дейв                      |
| 2017      | кор | —                                      | Family Happiness                          | н/д                       |
| 2017      | с   | Квиры                                  | Queers                                    | Пирс                      |
| 2017      | ф   | Приключения Паддингтона 2              | Paddington 2                              | медвежонок Паддингтон     |
| 2018      | тф  | Юлий Цезарь: Бен Уишоу                 | National Theatre Live: Julius Caesar      | Брут                      |
| 2018      | с   | Чрезвычайно английский скандал         | A Very English Scandal                    | Норман Скотт              |
| 2018      | кор | —                                      | Palo Santo                                | голограмма Пало Санто     |
| 2018      | ф   | Мэри Поппинс возвращается              | Mary Poppins Returns                      | Майкл Бэнкс               |
| 2019      | ф   | Малыш Джо                              | Little Joe                                | Крис                      |
| 2019      | ф   | История Дэвида Копперфилда             | The Personal History of David Copperfield | Урия Хип                  |
| 2019      | кор | —                                      | O Holy Ghost                              | Шармейн                   |
| 2020      | ф   | Аффект                                 | Surge                                     | Джозеф                    |
| 2020      | мс  | Приключения Паддингтона                | The Adventures of Paddington              | медвежонок Паддингтон     |
| 2020      | с   | Фарго                                  | Fargo                                     | раввин Миллиган           |
| 2020      | кор | —                                      | Miss Fortunate                            | человек без чувства юмора |
| 2021      | ф   | Не время умирать                       | No Time to Die                            | Q                         |
| 2022      | с   | Будет больно                           | This Is Going To Hurt                     | Адам Кей                  |
| 2022      | ф   | Говорят женщины                        | Women Talking                             | Август Эпп                |
| 2023      | ф   | Лимонов, баллада об Эдичке             | Limonov, The Ballad of Eddie              | Эдуард Лимонов            |
| 2024      | ф   | Приключения Паддингтона 3              | Paddington in Peru                        | медвежонок Паддингтон     |
| 2024      | с   | Чёрные голуби                          | Black Doves                               | Сэм                       |
| 2025      | ф   | День Питера Худжара                    | Peter Hujar's Day                         | Питер Худжар              |

## Награды и номинации
| Награда         | Год  | Категория                                                                    | Название работы                | Результат |
| --------------- | ---- | ---------------------------------------------------------------------------- | ------------------------------ | --------- |
| Золотой глобус  | 2019 | Лучшая мужская роль второго плана в телесериале, мини-сериале или телефильме | Чрезвычайно английский скандал | Победа    |
| Эмми            | 2019 | Лучшая мужская роль второго плана мини-сериале или телефильме                | Чрезвычайно английский скандал | Победа    |
| BAFTA           | 2007 | Восходящая звезда                                                            | н/д                            | Номинация |
| BAFTA TV        | 2009 | Лучшая мужская роль                                                          | Уголовное правосудие           | Номинация |
| BAFTA TV        | 2013 | Лучшая мужская роль                                                          | Ричард II                      | Победа    |
| BAFTA TV        | 2016 | Лучшая мужская роль                                                          | Лондонский шпион               | Номинация |
| BAFTA TV        | 2019 | Лучшая мужская роль второго плана                                            | Чрезвычайно английский скандал | Победа    |
| Независимый дух | 2008 | Приз Роберта Олтмена                                                         | Меня там нет                   | Номинация |
| Спутник         | 2019 | Лучшая мужская роль второго плана в телесериале, мини-сериале или телефильме | Чрезвычайно английский скандал | Номинация |
| Спутник         | 2021 | Лучшая мужская роль второго плана в телесериале, мини-сериале или телефильме | Фарго                          | Номинация |